# イェルネイ・ダミヤン
イェルネイ・ダミヤン（Jernej Damjan、1983年5月28日 - ）は、スロベニア、リュブリャナ出身の元スキージャンプ選手である。

## 経歴
2004年1月10日にワールドカップリベレツ大会1日目で本選にデビューし43位となり、2日目に27位でポイントを獲得、シーズン総合では55位であった。
2004/05シーズンは世界選手権オスロ大会の代表となり、個人ノーマルヒル6位、個人ラージヒル13位、団体ノーマルヒルではプリモジュ・ペテルカ、ロク・ベンコビッチ、ユーレ・ボガタイとともに銅メダルを獲得し、団体ラージヒルでも4位と活躍した。このシーズンのワールドカップ総合は15位だった。
2005/06シーズンのトリノオリンピックでは個人ノーマルヒル35位、個人ラージヒル28位、団体戦10位に終わった。
2006/07シーズンはワールドカップヴィリンゲン大会で3位となり初の表彰台を獲得し、プラニツァ大会1日目でも3位となり総合23位であった。
2007/08シーズンはワールドカップヴィリンゲン大会で2位となるなどし、総合15位であった。
2度目のオリンピックとなる2010年バンクーバーオリンピックでは個人ノーマルヒル38位、個人ラージヒル33位に終わった。
スロベニア選手権では2009年に3位、2010年に2位となっている。
2010/11シーズンの世界選手権オスロ大会では団体ラージヒルでペテル・プレヴツ、ユーリ・テペシュ、ロベルト・クラニエッツとともに銅メダルを獲得した。
2011/12シーズンは、ワールドカップは10位が最高で、総合33位。フライング世界選手権では個人は予選不通過であったが、団体で銅メダルのメンバーとなった。
2012/13シーズンは不調で、ワールドカップポイントを獲得できなかった。
2013/14シーズンは序盤はワールドカップポイントを獲得できなかったが、札幌大会で1日目2位、2日目に初優勝、続いて行われたヴィリンゲン大会1日目で3位と活躍し、総合13位となりこれが競技生活では最高の順位であった。ソチオリンピックでは個人ノーマルヒル9位、個人ラージヒル17位、団体ラージヒル5位のメンバーとなった。
2014/15シーズンはワールドカップエンゲルベルク大会の3位が最高で、総合14位であった。世界選手権ファールン大会では、個人ノーマルヒル23位、個人ラージヒル25位、団体ラージヒル6位であった。
2015/16シーズンは主にコンチネンタルカップに出場した。
2016/17シーズンはワールドカップでは13位が最高で、総合28位であった。世界選手権ラハティ大会では、個人ノーマルヒル32位、個人ラージヒル21位、団体ラージヒル5位であった。
2017/18シーズンはワールドカップルカ大会で2度目の優勝を果たし、総合17位であった。平昌オリンピックでは個人ノーマルヒル28位、個人ラージヒル16位、団体ラージヒル5位のメンバーとなった。フライング選手権オーベルストドルフ大会では個人15位、団体銀メダルのメンバーとなった。
2018/19シーズンはワールドカップは19位が最高で、予選を通過できないことも多く総合46位であった。世界選手権ゼーフェルト大会では、個人ノーマルヒル11位であった。
2021年5月、引退を発表した。

## 主な競技成績

### 冬季オリンピック
- 2006年トリノオリンピック ( イタリア)
  - 個人ノーマルヒル 35位
  - 個人ラージヒル 28位
  - 男子団体ラージヒル 10位
- 2010年バンクーバーオリンピック ( カナダ)
  - 個人ノーマルヒル 38位
  - 個人ラージヒル 33位
  - 男子団体ラージヒル 9位
- 2014年ソチオリンピック ( ロシア)
  - 個人ノーマルヒル 9位
  - 個人ラージヒル 17位
  - 男子団体ラージヒル 5位
- 2018年平昌オリンピック ( 韓国)
  - 個人ノーマルヒル 28位
  - 個人ラージヒル 16位
  - 男子団体ラージヒル 5位

### 世界選手権
- 2005年オーベルストドルフ大会 ( ドイツ)
  - 個人ノーマルヒル 6位
  - 個人ラージヒル 13位
  - 団体ノーマルヒル 3位
  - 団体ラージヒル 4位
- 2007年札幌大会 ( 日本)
  - 個人ノーマルヒル 45位
  - 個人ラージヒル 25位
  - 団体ラージヒル 10位
- 2009年リベレツ大会 ( チェコ)
  - 個人ノーマルヒル 41位
  - 個人ラージヒル 37位
  - 団体ラージヒル 7位
- 2011年オスロ大会 ( ノルウェー)
  - 個人ノーマルヒル 予選不通過
  - 個人ラージヒル 13位
  - 団体ノーマルヒル 6位
  - 団体ラージヒル 3位
- 2015年ファールン大会 ( スウェーデン)
  - 個人ノーマルヒル 23位
  - 個人ラージヒル 25位
  - 団体ラージヒル 6位
- 2017年ラハティ ( フィンランド)
  - 個人ノーマルヒル 32位
  - 個人ラージヒル 21位
  - 団体ラージヒル 5位
- 2019年ゼーフェルト大会 ( オーストリア)
  - 個人ノーマルヒル 11位

### スキーフライング世界選手権
- 2006年バート・ミッテルンドルフ大会 ( オーストリア)
  - 個人 25位
  - 団体 5位
- 2008年オーベルストドルフ大会 ( ドイツ)
  - 個人 12位
  - 団体 12位
- 2010年プラニツァ大会 ( スロベニア)
  - 個人 25位
  - 団体 6位
- 2012年ヴィケルスン大会 ( ノルウェー)
  - 個人 予選不通過
  - 団体 3位
- 2014年ハラホフ大会 ( チェコ)
  - 個人 33位
- 2018年オーベルストドルフ大会 ( ドイツ)
  - 個人 15位
  - 団体 2位

### ワールドカップ
- 通算 優勝2回、2位2回、3位4回 (2018/19シーズンまで)

| シーズン | 順位 | ポイント       |
| -------- | ---- | -------------- |
| 2002/03  | .    | （予選不通過） |
| 2003/04  | 55.  | 22             |
| 2004/05  | 15.  | 451            |
| 2005/06  | 25.  | 172            |
| 2006/07  | 23.  | 225            |
| 2007/08  | 15.  | 522            |
| 2008/09  | 37.  | 99             |
| 2009/10  | 31.  | 134            |
| 2010/11  | 41.  | 84             |
| 2011/12  | 33.  | 149            |
| 2012/13  | .    | 0              |
| 2013/14  | 13.  | 457            |
| 2014/15  | 14.  | 535            |
| 2015/16  | .    | （予選不通過） |
| 2016/17  | 28.  | 149            |
| 2017/18  | 17.  | 379            |
| 2018/19  | 46.  | 40             |

### サマーグランプリ
- 通算 優勝2回、2位6回、3位3回 (2019シーズンまで)

| シーズン | 順位 | ポイント |
| -------- | ---- | -------- |
| 2004     | 34.  | 26       |
| 2005     | 15.  | 110      |
| 2006     | 11.  | 183      |
| 2007     | 5.   | 303      |
| 2008     | 55.  | 30       |
| 2009     | 38.  | 46       |
| 2010     | 60.  | 15       |
| 2019     | 64.  | 16       |
| 2012     | .    | 0        |
| 2013     | 2.   | 419      |
| 2014     | 1.   | 441      |
| 2015     | 43.  | 54       |
| 2016     | 77.  | 3        |
| 2019     | 49.  | 29       |